# Jerzy Jaroszewski
Jerzy Jan Jaroszewski (ur. 6 czerwca 1964 w Brodnicy)  – polski weterynarz, profesor nauk weterynaryjnych.

## Życiorys
W 1989 r. ukończył studia weterynaryjne w Akademii Rolniczo-Technicznej w Olsztynie, w 1993 r. obronił pracę doktorską, w 2004 r. otrzymał stopień doktora habilitowanego. W 2010 r. uzyskał tytuł profesora nauk weterynaryjnych.
W latach 1989–1995 pracował w Centrum Agrotechnologii i Weterynarii PAN w Olsztynie, od 1996 w Akademii Rolniczo-Technicznej w Olsztynie, od 1999 w nowo utworzonym Uniwersytecie Warmińsko-Mazurskim w Olsztynie.

## Odznaczenia
- Złoty Krzyż Zasługi (2011)[5]